# Ait Issafen
Ait Issafen  (in arabo أيت ايسافن‎?) è un centro abitato e comune rurale del Marocco situato nella provincia di Tiznit, regione di Souss-Massa. Conta una popolazione di 3 293 abitanti (censimento 2014).